# Műugrás az 1996. évi nyári olimpiai játékokon
Az 1996. évi nyári olimpiai játékokon a műugrásban négy bajnokot avattak, két férfi és két női számban.

## Éremtáblázat
(A táblázatokban a rendező ország csapata eltérő háttérszínnel, az egyes számoszlopok legmagasabb értéke, vagy értékei vastagítással kiemelve.)
| Az 1996. évi nyári olimpiai játékok éremtáblázata műugrásban | Az 1996. évi nyári olimpiai játékok éremtáblázata műugrásban | Az 1996. évi nyári olimpiai játékok éremtáblázata műugrásban | Az 1996. évi nyári olimpiai játékok éremtáblázata műugrásban | Az 1996. évi nyári olimpiai játékok éremtáblázata műugrásban | Olimpia  |
| ------------------------------------------------------------ | ------------------------------------------------------------ | ------------------------------------------------------------ | ------------------------------------------------------------ | ------------------------------------------------------------ | -------- |
|                                                              | Ország                                                       | Arany                                                        | Ezüst                                                        | Bronz                                                        | Összesen |
| 1.                                                           | Kína (CHN)                                                   | 3                                                            | 1                                                            | 1                                                            | 5        |
| 2.                                                           | Oroszország (RUS)                                            | 1                                                            | 1                                                            | 0                                                            | 2        |
|                                                              |                                                              |                                                              |                                                              |                                                              |          |
| 3.                                                           | Németország (GER)                                            | 0                                                            | 2                                                            | 0                                                            | 2        |
|                                                              |                                                              |                                                              |                                                              |                                                              |          |
| 4.                                                           | Egyesült Államok (USA)                                       | 0                                                            | 0                                                            | 2                                                            | 2        |
| 5.                                                           | Kanada (CAN)                                                 | 0                                                            | 0                                                            | 1                                                            | 1        |
|                                                              |                                                              |                                                              |                                                              |                                                              |          |
| Összesen                                                     | Összesen                                                     | 4                                                            | 4                                                            | 4                                                            | 12       |

## Érmesek

### Férfi számok
| Az 1996. évi nyári olimpiai játékok érmesei férfi műugrásban |                                       |                                           |                                               |
| Versenyszám                                                  | Arany                                 | Ezüst                                     | Bronz                                         |
| Műugrás                                                      | Hsziung Ni (Xiong Ni) · Kína (CHN)    | Jü Csuo-cseng (Yu Zhuocheng) · Kína (CHN) | Mark Lenzi · Egyesült Államok (USA)           |
| Toronyugrás                                                  | Dimitrij Szautyin · Oroszország (RUS) | Jan Hempel · Németország (GER)            | Hsziao Haj-liang (Xiao Hailiang) · Kína (CHN) |

### Női számok
| Az 1996. évi nyári olimpiai játékok érmesei női műugrásban |                                         |                                   |                                           |
| Versenyszám                                                | Arany                                   | Ezüst                             | Bronz                                     |
| Műugrás                                                    | Fu Ming-hszia (Fu Mingxia) · Kína (CHN) | Irina Lasko · Oroszország (RUS)   | Annie Pelletier · Kanada (CAN)            |
| Toronyugrás                                                | Fu Ming-hszia (Fu Mingxia) · Kína (CHN) | Annika Walter · Németország (GER) | Mary Ellen Clark · Egyesült Államok (USA) |